# Tadeusz Okolski
Tadeusz Okolski, ps. Dzik, Horynicz, Sopiński (ur. 2 grudnia?/15 grudnia 1902 w Łupaninie pow. Zdołbunów, zm. 9 lutego 1983 w Warszawie) – polski ekonomista, dowódca batalionu „Dzik” Armii Krajowej, uczestnik WSOP.

## Życiorys
Urodził się w rodzinie Antoniego (1867–1930) i Marii (1872–1956) Okolskich. Był uczniem polskiego gimnazjum w Kijowie, w 1919 wyjechał do Warszawy, gdzie uczył się w prywatnym gimnazjum Kazimierza Kulwiecia. W 1920 przerwał naukę aby jako ochotnik uczestniczyć w wojnie polsko-bolszewickiej. Po maturze w 1923 wyjechał do Poznania, gdzie studiował na Wydziale Prawno-Ekonomicznym na tamtejszym Uniwersytecie. Po obronie dyplomu w 1928 przez rok był słuchaczem w jarocińskiej Szkole Podchorążych. Od 1931 był naczelnikiem urzędu skarbowego w Warszawie, w 1935 przeszedł wyszkolenie na kursie dowódców kompanii piechoty w Szkole Podchorążych Rezerwy Piechoty w Zambrowie.
W sierpniu 1939 nie został zmobilizowany, od grudnia 1939 działał w kontrwywiadzie pod dowództwem rtm. Alojzego Sawickiego. Od marca 1940 należał do Związku Walki Zbrojnej, od 1942 pełnił funkcję komendanta I Rejonu I Obwodu Okręgu Warszawskiego Służby Ochrony Powstania (od 1943 WSOP). Po wybuchu powstania warszawskiego został dowódcą batalionu „Dzik” walczącego w Zgrupowaniu Róg w Obwodzie Śródmieście AK na terenie Starego Miasta, Powiśla i Śródmieścia. Po 19 września w wyniku rozbicia batalionu „Dzik” przeszedł do batalionu „Ostoja”. Po upadku walk powstańczych został internowany w Stalagu X B Sandbostel i Oflagu X C Lübeck.
Po powrocie do kraju w listopadzie 1945 pracował jako starszy inspektor w Departamencie Finansów Gospodarki Komunalnej i Finansowej w Ministerstwie Finansów, w 1953 na fali represji został zwolniony. Kontynuował pracę zawodową jako kierownik finansowy w Przedsiębiorstwie Budowy Gazowni Gazomontaż, w 1971 przeszedł na emeryturę. Działał społecznie w spółdzielczości mieszkaniowej, był współzałożycielem Środowiska b. Żołnierzy Zgrupowania Róg i wieloletnim jego wiceprzewodniczącym.
Był mężem Zofii Marii Zaręby-Okolskiej (1909–1995), bibliotekarki, żołnierza AK ps. Pestka.
Zmarł w Warszawie, spoczywa w grobie rodzinnym na cmentarzu Powązkowskim (kwatera 239-5-13).

## Ordery i odznaczenia
- Krzyż Walecznych (dwukrotnie 1944)
- Srebrny Krzyż Zasługi z Mieczami (1 lipca 1944)[4]
- Warszawski Krzyż Powstańczy[5]
- Medal Pamiątkowy za Wojnę 1918–1921

Źródło:.